# Corallomyxidae
Acanthopodida
Ordre
Famille
Les Corallomyxidae sont l'unique famille d'amibes de l’ordre des Acanthopodida (classe des Variosea).

## Étymologie
Le nom de la famille vient du genre type théorique Corallomyxa, qui ne fait plus partie de cette famille. 
Corallomyxa est composé du préfixe corall- « corail », et du suffixe myxa, du grec μυξα / myxa « mucosité », littéralement « mucus de corail ».

## Description
L’espèce Malpighamoeba locustae a un trophozoite se présentant sous la forme d’une amibe uninucléée de 5 à 10 µm de diamètre. Le protoplasme est hyalin, contenant de 8 à 30 globules hautement réfringents à l'état vivant. Sa locomotion s’effectue par des pseudopodes hémisphériques ondulants ; parfois avec des pseudopodes filaires. Aucune vacuole contractile n’a été observée. Dans le matériel fixé, le protoplasme est finement granuleux. Le noyau renferme un caryosome (en) central proéminent, avec peu de chromatine diffuse en périphérie. Au stade de la division cellulaire (mitose), la membrane nucléaire disparaît, le caryosome se décompose et un fuseau se forme avec des chromosomes sur une plaque équatoriale. Aucune forme multinucléaire de type plasmode n'a été trouvée.
Ses kystes sont uninucléés, ovales, circulaires en coupe transversale, de 8,5 à 10 µm de long ; sa paroi est épaisse et hyaline ; dans les kystes vivants, on observe des globules réfractiles analogues à ceux des trophozoïtes. Le noyau des kystes renferme de la chromatine périphérique et généralement un petit caryosome. Souvent s'observent une vacuole proéminente et une ou deux inclusions en forme de bâtonnet dans le cytosome.

## Habitat
Les espèces du genre Malpighamoeba sont « coelozoïques ».
Malpighamoeba, et en particulier l'espèce Malpighamoeba locustae, est un parasite des tubes de Malpighi de plusieurs espèces d’insectes du genre Melanoplus, notamment Melanoplus differentialis. Les kystes sont également trouvés dans le tube digestif postérieur, dans les ouvertures des tubes de Malpighi et dans les fèces.

## Liste des genres
Selon IRMNG (23 février 2025) :
- Malamoeba Taylor & King, 1937
- Malpighamoeba Prell, 1928

Selon Catalogue of Life (23 février 2025) et GBIF (23 février 2025):
- Malamoeba Taylor & King, 1937
- Malpighamoeba Prell, 1928
- Stygamoeba Sawyer, 1975

## Systématique
Le nom valide de ce taxon est Corallomyxidae F.C.Page (d), 1987.
IRMNG classe le genre  Corallomyxa Grell, 1965 dans l'Embranchement des Rhizaria mais en incertae sedis (c'est-à-dire dans une « position taxonomique incertaine ».
En 2005, Sina M. Adl (d) et ses collaborateurs, ont regroupé les genres Corallomyxa et Stereomyxida dans un supergroupe d'Amoebozoa ».
CatalogueofLife, GBIF et WoRMS classent le genre Corallomyxa dans la famille des Stereomyxidae.

## Publication originale
- (en) F.C. Page, « The Classification of 'Naked' Amoebae (Phylum Rhizopoda) », Archiv für Protistenkunde, vol. 133, nos 3-4,‎ 1987, p. 199-217 + 8 fig. (ISSN 0003-9365, e-ISSN 2213-5553, lire en ligne [PDF], consulté le 22 décembre 2024).